# Массовое убийство военнопленных в Оленовке
Массовое убийство украинских военнопленных в Оленовке (Еленовке) — военное преступление в ходе вторжения России на территорию Украины, произошедшее 29 июля 2022 года и приведшее к гибели не менее 53 человек и ранению не менее 73 человек (по информации российских сил).
Произошло в лагере для военнопленных на территории бывшей исправительной колонии № 120 в Оленовке Волновахского района, захваченной подконтрольной России ДНР. Обстоятельства гибели украинских военнопленных остаются невыясненными. Эксперты по оружию сходятся в том, что нет никаких доказательств удара по зданию снаружи, с использованием ракет или чего-либо другого. Видеозаписи указывают на зажигательное устройство, подорванное внутри помещения. Все опрошенные журналистами эксперты убеждены в намеренном убийстве пленных силами РФ.
Власти Украины считают, что российские военные намеренно разместили часть военнопленных из «Азовстали» в отдельном бараке в промзоне колонии, а затем взорвали здание, чтобы скрыть факты пыток и внесудебных казней. Власти РФ и ДНР заявляли, что инцидент стал результатом удара систем HIMARS со стороны Украины, при этом многочисленные улики и доказательства, собранные различными источниками, подтверждают уничтожение лагеря Россией.
Среди содержавшихся в колонии находились военнослужащие батальона Азов — последние из защищавших Мариуполь, которых российская пропаганда изображала неонацистами и военными преступниками.
Международный Красный Крест запрашивал доступ к колонии ещё с мая 2022, а также после произошедшего взрыва. Россия не предоставила доступа.
В начале 2023 года генсек ООН распустил сформированную после взрыва в Оленовке расследовательскую миссию ООН, так как миссия не смогла попасть на место, поскольку Россия не предоставила к ней доступа. 25 июля 2023 года Верховный комиссар ООН по правам человека Фолькер Тюрк опроверг версию удара по колонии ракетами HIMARS, о чем ранее заявляли представители России. Однако Тюрк заявил, что причина взрыва так и не установлена.

## Предыстория
До российского вторжения на Украину в 2022 году исправительная колония № 120 в Оленовке была законсервирована и заброшена. После оккупации Волновахского района Донецкой области российские военные превратили её в фильтрационный лагерь. В мае 2022 года после сдачи в плен военных из «Азовстали» 211 человек, включая служащих полка «Азов», были отправлены в Оленовку. Украинский Генштаб тогда сообщал о планируемом возвращении военнослужащих домой через процедуру обмена пленными, пророссийские силы — о планируемом трибунале. По заявлениям Минобороны РФ, на момент событий в колонии содержались 193 украинских военнопленных. Гуманитарные работники и бывшие заключённые Еленовки в беседе с журналистами CNN заявляли, что «избиения и пытки были обычным явлением в колонии, а условия содержания там ужасны».

## Обстоятельства
29 июля 2022 года в результате взрыва были разрушены здания в промышленной зоне колонии, которые ранее не использовались для содержания пленных, а основные лагерные корпуса не пострадали. Несколько источников указали, что часть украинских военнопленных перевели в промзону колонии всего за несколько дней до событий. BBC отметило, что содержание военнопленных в Оленовке нарушает Женевскую конвенцию об обращении с военнопленными. Согласно конвенции, военнопленные должны быть помещены в специальные лагеря, вдали от зоны боевых действий и в строго регламентированных условиях, прямо запрещая удержание военнопленных в следственных изоляторах и колониях без решения суда.
Издание The Insider отметило, что прокремлёвский анонимный телеграм-канал Незыгарь ещё 5 июля заявлял о якобы планируемой «провокации», в ходе которой силы ВСУ под контролем Минобороны Великобритании должны обстрелять лагерь с военнопленными из западных РСЗО с целью обвинить Россию в сокрытии внесудебных казней и пыток.
Служба безопасности Украины опубликовала предполагаемый перехват переговоров российских военных, из которого следовало, что взрыв мог быть организован наёмниками ЧВК «Вагнера» по личному приказу Евгения Пригожина. По версии украинской разведки, массовое убийство было совершено без согласования с Минобороны России с целью сокрытия фактов хищения средств на содержание военнопленных перед официальной инспекцией, назначенной на 1 августа.
В 2023 году Украина заочно предъявила Сергею Евсюкову, являвшемуся на момент убийства военнопленных начальником колонии, обвинения в масштабных пытках украинских пленных в колонии, а в июле 2024 года — в несвоевременном и ненадлежащем оказании медицинской помощи военнопленным. 9 декабря 2024 года Евсюков был убит в оккупированном Россией Донецке подрывом его автомобиля Toyota Land Cruiser Prado.

### Версии
Российские официальные лица заявляли, что военнопленные погибли в результате атаки систем HIMARS, а подтверждением этого должны были служить фрагменты ракет, представленные в репортаже государственного РИА Новости. Однако доказательств того, что фрагменты были извлечены именно в Оленовке, а не взяты с другого места удара западных РСЗО, российская сторона не предоставила.
По оценке Института изучения войны (ISW), за взрыв в колонии ответственны войска РФ. Институт отметил, что картина разрушений в репортажах российским СМИ не соответствовала возможным последствиям удара HIMARS. Кроме того, 1 августа два анонимных американских чиновника подтвердили изданию Politico, что на территории тюрьмы не было обнаружено следов HIMARS. Один из чиновников сообщил изданию, что доказательства указывают на то, что атака не была совершена украинскими войсками. ISW отмечает, что спутниковые снимки свидетельствуют о том, что в результате атаки было повреждено только одно здание, стены которого не рухнули, а от снарядов не осталось воронок. Если бы для атаки были использованы ракеты HIMARS, скорее всего на территории тюрьмы был бы сопутствующий ущерб, как, например, воронки и разрушения прочих зданий. На основании этого ISW сделал вывод, что разрушение барака произошло в результате высокоточного удара или подрыва заложенной внутри взрывчатки, обвинив в этом Россию, и заявив о нарушении Женевской конвенции.
4 августа издание The Associated Press со ссылкой на свои источники в американской разведке сообщило, что Россия пытается сфальсифицировать доказательства о причастности украинских военных к удару по колонии в Оленовке.
11 августа американский телеканал CNN опубликовал собственное расследование случившегося в Оленовке. Эксперты, опрошенные CNN, проанализировав доступные видео и фотографии из Еленовки до и после атаки, заявили, что скорее всего российская версия событий является выдумкой, а вероятность того, что склад был поражен ракетой HIMARS, практически исключена. В частности, эксперт по вооружениям Крис Кобб-Смит утверждает, что удар системой HIMARS нанес бы зданию гораздо больший ущерб, и считает, что основной ущерб зданию нанёс пожар, а не удар ракетой. Он также назвал странным, что остатки ракеты HIMARS, которые были сфотографированы российскими журналистами в Оленовке, были не на самом месте взрыва. Множество аналитиков в интервью CNN сказало, что HIMARS — дорогостоящее оружие, не предназначенное для нанесения ударов по целям, которые так близко расположены к линии фронта, и потому в использовании HIMARS для нанесения удара по Оленовке нет никакого смысла. Кроме того, по сообщениям матерей пленных из «Азовстали», их сыновья не слышали звука удара.
Опрошенные BBC эксперты исключили атаку РСЗО как причину разрушений и предположили, что внутри здания был размещён взрывной заряд, возможно, усиленный топливом.

## Жертвы
По информации официальных лиц ДНР, в результате инцидента погибли 63 человека, 75 были ранены. Заявления Минобороны РФ о ранении 8 сотрудников лагеря позднее опроверг омбудсмен ДНР. 30 июля российское министерство обороны опубликовало поимённый список 50 погибших и 73 раненых. Уполномоченный Верховной Рады по правам человека сообщил, что Украина инициировала процедуру возврата тел убитых.

## Реакция

### Украина
В совместном заявлении ВСУ, СБУ, ГУР МОУ и уполномоченного Верховной рады по правам человека убийство пленных было названо циничным террористическим актом, военной провокацией и классической операцией под чужим флагом. Офис Генерального прокурора Украины начал расследование по факту нарушения законов и обычаев войны.
Официальные лица Украины отметили, что ВСУ имеет возможность точно идентифицировать военные цели (коих в Оленовке не было) и озвучили две версии случившегося: намеренный обстрел места содержания военнопленных российской артиллерий или подрыв здания изнутри. По мнению украинской стороны, убийство пленных было совершено, чтобы скрыть факты внесудебных казней и пыток и обвинить Украину в совершении военных преступлений.
Украина потребовала от ООН и Международного комитета Красного Креста, которые выступили гарантами жизни и здоровья военнопленных при сдаче защитников Азовстали, немедленно отреагировать на случившееся. Глава МИД Украины Дмитрий Кулеба назвал убийство военнослужащих грубым нарушением международного гуманитарного права и вновь поднял вопрос признания России террористическим государством.

### Россия и ДНР
Минобороны России объявило гибель военнопленных украинской провокацией с целью устрашения собственных военных и предотвращения их сдачи в плен, ответственность за которую несут украинские власти и США. По заявлению официальных лиц ДНР, украинские военные ставили целью уничтожение пленных, которые, согласно утверждениям в ДНР, начали давать показания о военных преступлениях ВСУ.
30 июля посольство России в Великобритании в своём Твиттер-аккаунте заявило, что убитые бойцы полка «Азов» заслуживали унизительной смерти через повешение, потому что они не являются «настоящими солдатами».
Следственный комитет России возбудил уголовное дело по ст. 356 УК РФ «Применение запрещённых средств и методов ведения войны», однако в документах переиначил формулировку, чтобы избежать использования слова «война». 30 июля Минобороны России заявило, что пригласило представителей ООН и Красного креста в Оленовку в интересах расследования. 31 июля Красный Крест заявил, что ещё не получил подтверждения, что ему будет разрешено посетить колонию в Оленовке. На 1 сентября «Красный Крест» так и не получил доступ к украинским военнопленным.

### Международное сообщество
Непосредственно после инцидента официальные лица США и ООН отказались комментировать его в отсутствие достаточной информации. Позднее, по данным CNN, официальные лица США в непубличных разговорах отрицали версию об использовании американских РСЗО в Еленовке.
Координатор системы ООН в Украине отметил, что гибель военнопленных может быть расценена как военное преступление. ООН и Красный крест выразили готовность отправить экспертов для проведения расследования.
Верховный представитель Союза по иностранным делам и политике безопасности Жозеп Боррель возложил ответственность за гибель военнопленных на Россию.
Президент Франции Эмманюэль Макрон обвинил в убийстве украинских военнопленных российские войска, и сообщил, что Франция направила в Оленовку группу судебно-медицинских экспертов и мобильную лабораторию для анализа ДНК. Макрон назвал произошедшее «бойней, учинённой российскими вооружёнными силами».